# Liste der Biografien/Adz
Liste der Biografien |
Portal Biografien |
Personensuche
# |
A |
B |
C |
D |
E |
F |
G |
H |
I |
J |
K |
L |
M |
N |
O |
P |
Q |
R |
S |
T |
U |
V |
W |
X |
Y |
Z |
?
 
Aa |
Ab |
Ac |
Ad |
Ae |
Af |
Ag |
Ah |
Ai |
Aj |
Ak |
Al |
Am |
An |
Ao |
Ap |
Aq |
Ar |
As |
At |
Au |
Av |
Aw |
Ax |
Ay |
Az
 
Ada |
Adc |
Add |
Ade |
Adg |
Adh |
Adi |
Adj |
Adk |
Adl |
Adm |
Adn |
Ado |
Adr |
Ads |
Adt |
Adu |
Adv |
Adw |
Ady |
Adz
Die Liste der Biografien führt alle Personen auf, die in der deutschsprachigen Wikipedia einen Artikel haben. Dieses ist eine Teilliste mit 8 Einträgen von Personen, deren Namen mit den Buchstaben „Adz“ beginnt.

## Adz

### Adzi
- Adžić, Blagoje (1932–2012), jugoslawischer General
- Adžić, Dragan (* 1969), montenegrinischer Handballspieler und -trainer
- Adžić, Luka (* 1998), serbischer Fußballspieler
- Adžić, Nikola (* 1962), jugoslawischer Handballspieler und -trainer
- Adzić, Radovan (* 1954), jugoslawischer Fußballspieler
- Adzic, Silvio (* 1980), deutscher Fußballspieler
- Adžić, Vasilije (* 2006), montenegrinischer Fußballspieler

### Adzu
- Adzuba, Caddy (* 1981), kongolesische Journalistin und Friedenskämpferin